# 博爾基亞
博爾基亞是汶萊史上第五任蘇丹，在位於1485年至1524年。他的統治時期被譽為汶萊歷史上的「黃金時代」。

## 統治
1521年，由麦哲伦率领的随行人员访问了文莱，跟随此行的人员中有安东尼奥·皮塔费塔。他还写了自己在文莱的经历，文莱以其丰富的财富和广阔的帝国而闻名。
苏丹喜欢在出国途中携带皇家鼓，以拉加姆船长（Captain Ragam）的名字而闻名，他也被称为苏鲁克公爵。

## 婚姻
一位来自Segantang Bini岛的公主嫁给了他，名莱拉·蒙卡奈（Puteri Lela Menchanai），他于1524年返回文莱的途中去世。据说，他去世时，妻子莱拉·蒙卡奈感到难过，并把自己的生命与丈夫在一起结束。

## 逝世與功績

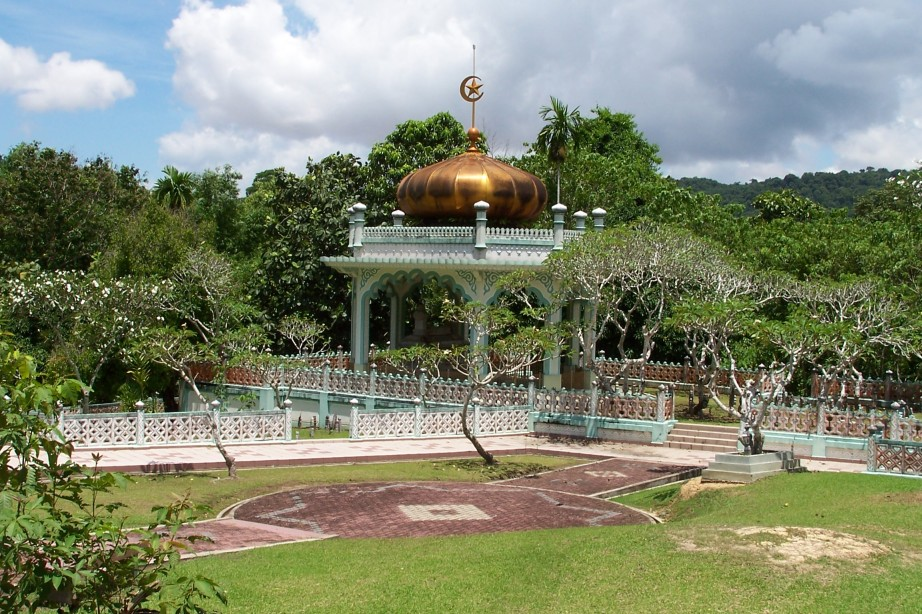
位於哥打峇都 (汶萊-摩拉)附近的蘇丹博爾基亞之陵墓。

在博爾基亞去世後，其兒子阿都卡哈繼承了他的蘇丹王位，他被安葬在汶萊哥打峇都，與他的妻子，萊拉·馬珍奈（Leila Mechanai）公主合葬一處。

## 另見
- 文莱苏丹列表